# シティ・オブ・エンジェル
『シティ・オブ・エンジェル』（英: City of Angels）は、1998年のアメリカ合衆国の恋愛ファンタジー映画。
監督はブラッド・シルバーリング、出演はニコラス・ケイジとメグ・ライアンなど。
ヴィム・ヴェンダース監督の1987年の映画『ベルリン・天使の詩』の大幅なリメイクである。
プロデューサーのドーン・スティールが、脳腫瘍のため公開前の1997年12月20日に51歳で亡くなったことから、終了後のクレジットタイトルにおいてFor Dawn（字幕は「ドーン・スティールにささぐ」）と記されている。

## ストーリー
死を告げる天使であるセスは、ある日、ロサンゼルスの外科医マギーが、患者の命を懸命に救おうとする姿に惹かれ、一目惚れする。マギーは見えないはずの自分をしっかりと見つめていたという。
患者の死に自責の念にかられるマギーの前に、天使の掟を破り姿を現したセスは、マギーと接するうちにより深くマギーを愛するようになる。そして、マギーもまた徐々にセスに惹かれて行く。ヘミングウェイの小説『移動祝祭日』が仲を取り持つ。しかし、天使のままでは彼女を真に愛することができないことに、セスは思い悩む。
そんなある日、セスはマギーの患者メッシンジャーと出会う。メッシンジャーは元天使で、自分もかつて人間の女性（現在の妻）に恋をして天使をやめたことを語る。マギーはセスがポラロイドに写っていないし、血を出さないことを不思議に思う。マギーの不眠症にも付き合ってくれる。マギーが同僚のジョーダンから求婚される。
セスはメッシンジャーに教えられた通り、建築中のビルから飛び降りて人間になる。赤い血を流し、痛みを感じる人間の身体に喜ぶセスは、ヒッチハイクでマギーのいる別荘にやって来る。そんなセスをマギーは受け入れ、遂に2人は結ばれる。幸せを感じる2人だが、喜びもつかの間、自転車で買い物に出かけたマギーが事故に遭って重体となり、「天使を見ちゃいけない」と言うが亡くなってしまう。
嘆き悲しむセスだったが、かつての仲間であった天使カシエルに、たとえ一夜でも人間として愛する人と過ごせて幸せだった、永遠の命を捨てても悔いはないと語り、このまま人間として生きて行くことを決意する。

### オリジナルとの違い
- 舞台がベルリンからロサンゼルスに。
- ヒロインの職業がサーカスの舞姫から外科医に。

## キャスト
セス
演 - ニコラス・ケイジ、日本語吹替 - 小山力也
天使。マギーに恋したことから、人間になろうとする。
マギー・ライス
演 - メグ・ライアン、日本語吹替 - 山崎美貴
腕のいい外科医の女性。
カシエル
演 - アンドレ・ブラウアー、日本語吹替 - 石塚運昇
天使。セスの仲間。外見は黒人。
ナサニエル・メッシンジャー
演 - デニス・フランツ、日本語吹替 - 阪脩
マギーの患者。禿げ頭の男性で、元大天使。
ジョーダン・フェリス
演 - コルム・フィオール、日本語吹替 - 森田順平
マギーの恋人。外科医。

## 作品の評価
Rotten Tomatoesによれば、批評家の一致した見解は、「『シティ・オブ・エンジェル』は意図したほど苦労せずに心の琴線に触れることはないかもしれないが、それでも最終的にはかなりの数の観客の涙を誘うだろう。」であり、60件の評論のうち高評価は58%にあたる35件で、平均点は10点満点中6.24点となっている。
Metacriticによれば、22件の評論のうち、高評価は10件、賛否混在は11件、低評価は1件で、平均点は100点満点中54点となっている。